# Міст Ріо-Антіріо
Міст Ріо-Антіріо (грец. Γέφυρα Ρίου-Αντιρρίου), офіційна назва Міст «Хари́лаос Трику́піс» — найбільший вантовий міст в Європі, що поєднав західний Пелопоннес через Коринфську затоку із західною частиною Центральної Греції, а саме міста Ріо та Антіріо.

## Історія будівництва
Міст названо на честь прем'єр-міністра Греції Харилаоса Трикупіса, який першим висунув пропозицію спорудження мосту. Проте розпочати будівництво моста в 19 столітті економіка Греції не дозволяла, воно стало можливим тільки в середині 1990-х років. Генеральним підрядником став франко-грецький консорціум на чолі із французькою будівельною групою «Вінчі», який включив грецькі компанії Hellenic Technodomiki-TEV, J&P-Avax, Athena, Proodeftiki та Pantechniki. Головний архітектор проекту — Бердж Мікеліан.
Підготовка ділянки та роботи з поглиблення дна Коринфської затоки почалися в липні 1998 року, а будівництво масивних пілонів-опор — в 2000 році. Ці роботи закінчено 2003 року, після чого розпочався етап будівництва зі спорудження палуби мосту та підтримуючих кабелів. 21 травня 2004 року основні будівельні роботи були завершені, залишалось обладнати тротуари, поручні, а також гідроізоляцію. Міст нарешті відкритий 7 серпня 2004 року, за тиждень до відкриття літніх Олімпійських ігор 2004 року в Афінах.
Загальна вартість робіт склала близько € 630 000 000, які фінансувалися коштом грецької держави, консорціумом та позикою Європейського інвестиційного банку. Роботи завершено раніше графіка, за яким завершальний етап передбачався у вересні-листопаді 2004 року.

## Порівняння
Довжина мосту Ріо-Антіріо становить 2 880 м, він поки що залишається найдовшим вантовим мостом в Європі. За довжиною основного прольоту (560 м), він входить до першої десятки мостів у світі. Ріо-Антіріо — міст із найдовшою у світі підвісною палубою (2 252 м). Для порівняння довжина палуби мосту Золоті Ворота у Сан-Франциско, США, становить 1 966 м.

## Аварії
28 січня 2005 року, через шість місяців після відкриття мосту, один з кабелів на пілоні М3 обірвався та впав просто на міст. Рух автотранспорту негайно зупинено. Комісія фахівців встановила, що на пілоні М3 виникла пожежа через удар блискавки. Кабель швидко відновили, і міст знову відкрили.

Висотна схема моста